# François-Augustin de Paradis de Moncrif
François-Augustin de Paradis de Moncrif (Parigi, 1687 – Parigi, 19 novembre 1770) è stato uno scrittore e poeta francese.

## Biografia
Nato da una famiglia di origine inglese, de Moncrif era il tipo compiuto dell'uomo di mondo del XVIII secolo: di bell'aspetto, piacevole nei modi e ricco di spirito, fu presto ricercato dai circoli aristocratici che apprezzavano la sua abilità nella scherma e dove impose i suoi molteplici talenti. Poeta, musicista e attore, era particolarmente ricercato per i suoi giochi di società, così alla moda in quel tempo. Cortigiano avveduto, sapeva mostrarsi tanto ossequioso alla Regina a Versailles e vivace e brioso a Parigi, ma anche di buon cuore, come dimostrò quando il suo vecchio protettore, il conte d'Argenson cadde in disgrazia nel febbraio del 1757 e soccorrendo i suoi famigliari in povertà.
Protetto da Jean Philippe d'Orléans, dal duca de La Vallière e dal conte de Maurepas, egli fu dapprima segretario del conte d'Argenson, poi di Louis de Bourbon-Condé, abate di Clermont, lettore della regina Maria Leszczyńska nel 1734 e infine segretario generale delle Poste, incarico che tenne fino alla morte.
L'opera più celebre di Moncrif è l'Histoire des Chats (1727), dove prende le difese del gatto domestico attraverso fonti storiche, dell'Egitto soprattutto, che si vorrebbero erudite ma che sono in realtà un pastiche pedantesco. Un certo numero di lettori e di critici non compresero l'intento satirico dell'autore e l'opera, oscura e manierata, fu attaccata violentemente. Un gatto fu gettato nella sala delle sedute dell'Académie française il giorno dell'elezione di Moncrif, e Voltaire lo chiamò ironicamente l'«historiogriffe» (griffe = unghia). Poi l'autore rinnegò l'opera dicendo che «in quello scritto, in sé cattivo, lo spirito era solo un torto in più».
Moncrif, che fu anche collaboratore del Journal des Savants (1739-1743), compose poesie, canzoni e romanze d'occasione nelle quali, secondo Grimm, avrebbe potuto essere il primo se vi fosse dedicato con costanza.
Moncrif fu eletto all'Académie française, grazie all'appoggio del duca Orléans e del conte di Clermont, nel 1733 e fu altresì membro dell'Accademia di Berlino.

## Opere
- Les Aventures de Zeloïde et d'Amanzarifdine, racconti indiani, 1715
- La Fausse magie, commedia in 3 atti, in prosa, rappresentata al Théâtre Italien nel 1719
- L'Oracle de Delphes, commedia in 3 atti, in versi, rappresentata alla Comédie-Française nel 1722. Tratta dal racconto di La Fontaine, Le mari confesseur, la pièce fu proibita alla terza replica per allusioni satiriche antireligiose
- Histoire des Chats: dissertation sur la prééminence des chats dans la société, sur les autres animaux d'Égypte, sur les distinctions et privilèges dont ils ont joui personnellement, 1727
- Les Abdérites, commedia in un atto, in versi, 1732
- L'Empire de l'Amour, balletto in versi sciolti, 1733
- Essais sur la Necessité et sur les Moyens de Plaire, 1738, ove Moncrif sostiene che niente è più importante che piacere e che tutti possono riuscirvi, a condizione di saper utilizzare i sentimenti e le emozioni degli interlocutori.
- Les Ames rivales, romanzo, 1738, basato sulla dottrina della trasmigrazione delle anime.
- Œuvres mêlées, 1743
- Zélindor, roi des Sylphes, balletto messo in musica da François Francœur e François Rebel, rappresentato a Versailles il 17 marzo 1745
- Poésies chrétiennes composées par ordre de la Reine, 1747
- Almasis, balletto, 1748
- Ismène, pastorale eroica, 1748
- Observations pour servir à l'histoire des gens de lettres qui ont vécu dans ce siècle, 1751
- La Sybille, balletto in un atto, musicato da Antoine Dauvergne, rappresentato a Fontainebleau il 13 novembre 1753
- Enée et Lavinie, tragedia lirica in 5 atti, composta con Bernard le Bovier de Fontenelle e musicata da Antoine Dauvergne, rappresentata all'Académie royale de musique il 14 febbraio 1758
- Les Fêtes d'Euterpe, opéra-ballet, composta con Charles-Simon Favart, musicata da Antoine Dauvergne, rappresentata all'Académie royale de musique l'8 agosto 1758
- Erosine, pastorale eroica, 1765